# جهان‌آباد (تهران)
جهان‌آباد بالا یا جهان‌آباد روستایی در دهستان خلازیر بخش آفتاب شهرستان تهران استان تهران ایران است.

## جمعیت
بر پایه سرشماری عمومی نفوس و مسکن در سال ۱۳۹۵ جمعیت این روستا ۸۱ نفر (۳۳خانوار) بوده‌است.